# Thomas Fortescue Kennedy
Pour les articles homonymes, voir Fortescue et Kennedy.
Thomas Fortescue Kennedy, né le 9 novembre 1774 et mort le 15 mai 1846, est un officier de la Royal Navy qui a servi durant les guerres de la Révolution française et les guerres napoléoniennes.
Lors de la bataille de Trafalgar, à bord du HMS Temeraire commandé par Eliab Harvey, il joue un rôle clé dans la capture du navire français Fougueux.